# Euploea mindanaoensis
Euploea mindanaoensis är en fjärilsart som beskrevs av Moore 1883. Euploea mindanaoensis ingår i släktet Euploea och familjen praktfjärilar. Inga underarter finns listade i Catalogue of Life.